# Hanlon Brothers

Hanlon Brothers (1879)

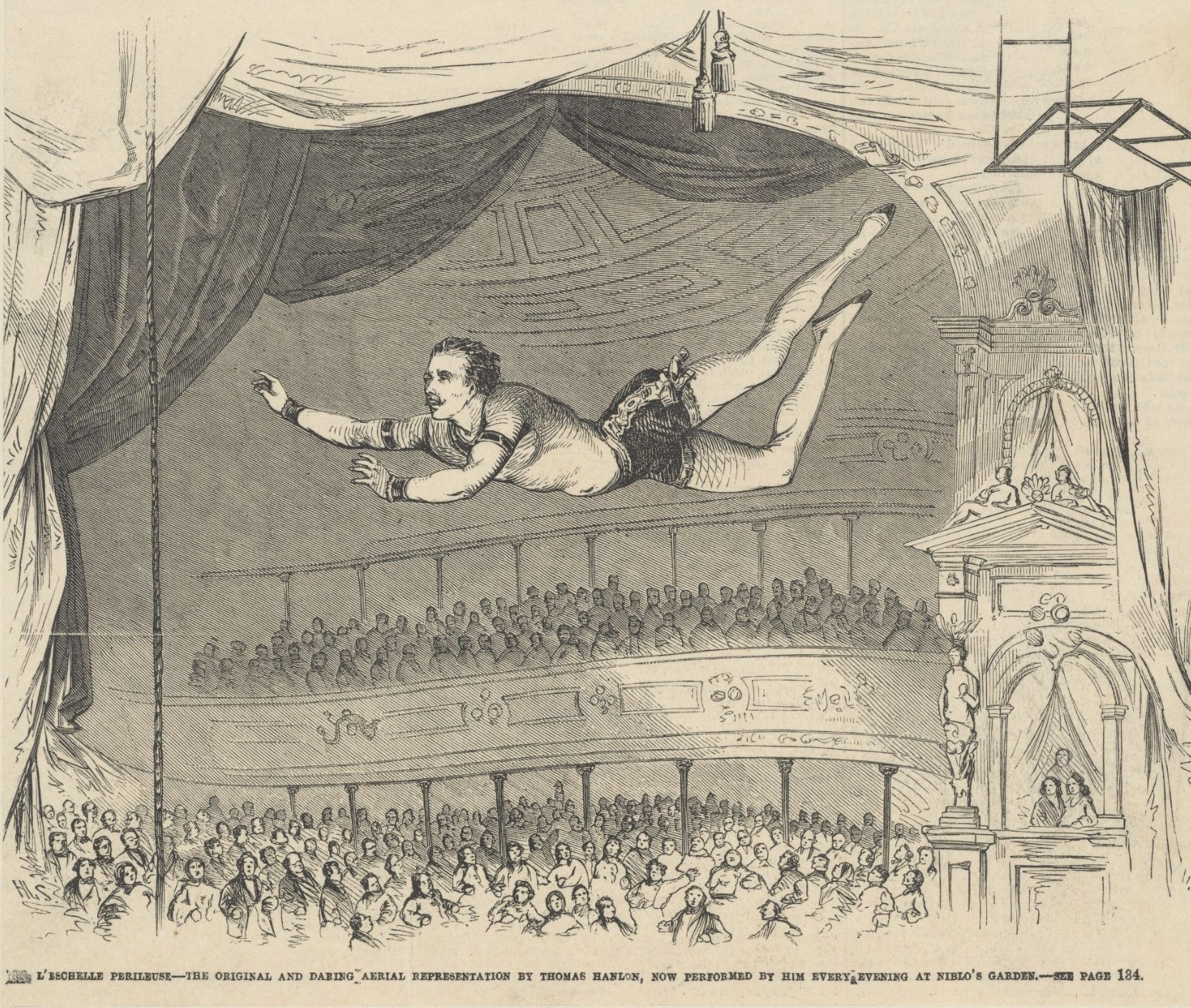
Thomas Hanlon (1860)

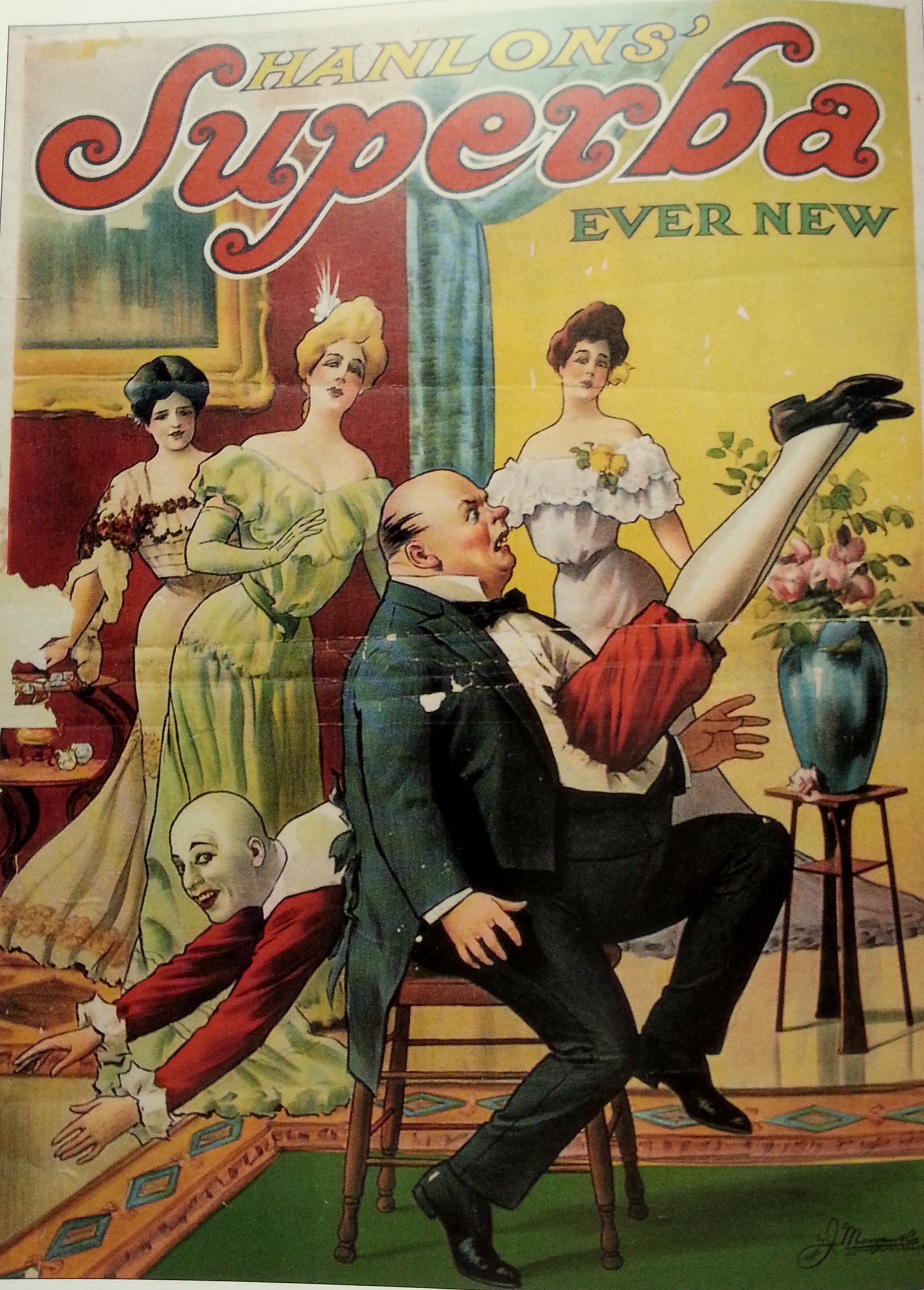
Superba (1890)

Die Hanlon Brothers oder Hanlon-Lees waren eine weltberühmte englische Artistenfamilie, deren Repertoire von Artistik
und Pantomime bis zum Bühnenspektakel reichte. In wechselnder Besetzung traten die Hanlons von 1846 bis 1912 auf der Bühne auf. Die Pantomime und die komischen Nummern der Hanlon Brothers lieferten die Grundlage für Charlie Chaplin, Buster Keaton, Stan Laurel und viele andere Komödianten des Stummfilms.

## Leben und Wirken
Das Debüt feierten die drei Hanlons George, William und Alfred zusammen mit ihrem Mentor Professor John Lees im Adelphi Theatre am 26. Dezember 1846 mit dem Stück: The Celebrated Entortilationists. Lees, ein Freund des Vaters, trainierte die jungen Hanlons in Gymnastik und Akrobatik. 1847 tourte die Truppe durch Europa, in Paris, Madrid und Barcelona fanden Vorführungen statt. In den folgenden Jahren wurde die Tournee der Hanlon-Lees weltweit fortgesetzt. Im Winter 1855 starb John Lees in Colón an Gelbfieber. Die Hanlons kehrten daraufhin an ihren Geburtsort Manchester zurück. Alle sechs Brüder traten ab 1856 im Gedenken an ihren Mentor als Hanlon-Lees auf. 1859 fingen sie an, Übungen am Trapez in ihre Vorstellungen einzubauen. Die Revue Zampillaerostation wurde am 12. Dezember 1861 in den Vereinigten Staaten uraufgeführt. William führte die erste sensationelle Trapeznummer vor, bei der der Artist über die Köpfe der Zuschauer flog. 
Am 14. August 1865 verunglückte Thomas auf der Bühne schwer. Bei der Vorführung der „Teufelsleiter“ (“leap for life”) rutschte er vom Hochseil ab und fiel in die Beleuchtung. Die Verletzungen waren so schwer, dass er nur noch mit größeren Unterbrechungen arbeiten konnte. Spektakulär war der Suizid von Thomas drei Jahre später in einer Arrestzelle, in die er wegen akuter Suizidgefährdung verlegt worden war. Mit halbem Salto und Kopf voran sprang er immer wieder auf ein Gussheizrohr bzw. dessen Mutter. Er soll zwölf bis fünfzehn Mal gesprungen sein. Die Hanlons waren durch den Absturz von Thomas erschüttert und beschlossen, von da an für sie sichere Vorführungen zu veranstalten.
Zunächst wurde die neu erschienene Michauline, ein Tretkurbelfahrrad, in die Vorführungen eingebaut. Das US-Patent 86834 vom 9. Februar 1869 modifizierte die Michauline mit Schutzblech, Vorderradbremse und einer Einrichtung zur Beschränkung des Lenkeinschlags. Frederick Hanlon führte auf dieser Maschine verschiedene Tricks vor. Die Hanlons versuchten mit dem Kutschenbauer Cavlin Witty eine Zweiradproduktion zu eröffnen, scheiterten jedoch am Unvermögen Wittys. Erfolgreicher war die Fahrradschule der Hanlons
auf dem Broadway, bei der unter anderem John Jacob Astor (Astor (Familie)) und Charles Anderson Dana (New York Daily Tribune) Teilnehmer waren.
Im gleichen Jahr wurde für die Trapeznummer das Sicherheitsnetz eingeführt. Diese Erfindung, zum Sprungtuch entwickelt, wurde 1869 der New Yorker Feuerwehr zur Rettung bei Bränden vorgeschlagen und präsentiert. Am 19. Januar 1870 führten die Hanlons am Trapez weltweit zum ersten Mal den doppelten Salto rückwärts vor.
Mit der Komödie Le Voyage en Suisse von 1879 begann die Bühnenkarriere der Hanlons. Auf der Bühne wurden fahrende Pferdekutschen und ein entgleisender Zug präsentiert und die Vorstellung darin eingearbeitet. Die große Bühnenshow Fantasma von 1884 präsentierte weniger Akrobatik, dafür wurde der Kampf von Gut und Böse dargestellt. Die Sensation in Fantasma war ein bewegliches Bühnen-Schiff, auf das William Hanlon 1882 ein Patent erhielt. Thomas Alva Edisons Film Fantasma (1914) basiert auf dem Skript der Hanlon Brothers. Die 1890 erstmals präsentierte Show Superba hatte einen höheren Trick- und Pantomime-Anteil; George war 55, William 51 und Edward 44 Jahre alt. 1912 wurde das Bühnenprogramm Fantasma zum letzten Mal von den drei überlebenden Hanlons aufgeführt.

## Requisiten und Patente
William Hanlon entwickelte für die Shows Requisiten, für die er Patente erhielt, und die maßgeblich für spätere Bühnenakteure waren. 
- Theatrical Boat Scenery,[13]
- Ludicrous Pantomimic Representations,[14]
- Beheading Block and Ax,[15]
- Dismembering Apparatus,[16]
- Conjuring Apparatus,[17] und
- Theatrical Illusion Apparatus.[18]

## Die Hanlon Brothers
| Name      | Geburtsjahr | Gestorben        |
| --------- | ----------- | ---------------- |
| Thomas    | 1833        | 5. April 1868    |
| George    | 1835        | 5. November 1926 |
| William   | 1839        | 7. Februar 1923  |
| Alfred    | 1842        | 24. Januar 1886  |
| Edward    | 1845        | 9. März 1931     |
| Frederick | 1848        | 6. April 1886    |

George W. Hanlon Jr., Sohn von George, erfand 1908 einen Mechanismus zur Herstellung riesiger Seifenblasen. Die anderen Söhne von George, William Jr. und Fred, stellten 1905 die von ihnen entwickelte Show Just Phor Phun vor. Fred Hanlon arbeitete ab 1945 als Clown bei Ringling Bros. and Barnum & Bailey Circus.